# Trapezusz
Trapezusz (ógörög: Τραπεζοῦς) más néven Trapezuntosz (ógörög: Τραπεζοῦντος) ősi város Árkádiában, Parrhasia tartományban, az Alfeiosz folyó bal partján.
Az egyik legenda szerint nevét alapítójáról, Lükaón árkádiai király Trapezeosz nevű fiáról kapta. Mások szerint azért kapta ezt a nevet, mert Zeusz itt borította fel azt az asztalt (τράπεζα (trapeza) jelentése magyarul: asztal), amelyen Lükaón emberhúst kínált neki.
Ez a város lett Hippotosz király székhelye miután Tegeából Trapezuszba költözött. De Megalopolisz alapításakor, i. e. 371-ben Trapezusz lakói nem voltak hajlandók az új fővárosba költözni. Az árkádiaiak haragjától tartva elhagyták a Peloponnészoszt. Kis-Ázsiába menekültek, ahol rokon népként fogadták őket, és a Pontus Euxeinus (Fekete-tenger) partján alapítottak várost amelyet szülővárosukról Trapezusznak (a mai Trabzon) neveztek el.
Mikor Pauszaniasz felkereste a régi, árkádiai várost, már csak romokat talált. Néhány istenszobrát Megalopoliszba vitték, ahol Pauszaniasz is látta őket.
Régészeti lelőhelye a modern Mavria és Küparisszia közelében található, Gortüna járásban. Eddig az egykori városfal egy részét tárták fel.